# The Battle at Lake Changjin II
The Battle at Lake Changjin II (vereenvoudigd Chinees: 长津湖之水门桥; traditioneel Chinees: 長津湖之水門橋; pinyin: Chángjīn Hú zhī Shuǐmén Qiáo), ook bekend als Water Gate Bridge, is een Chinese oorlogsfilm uit 2022, geregisseerd door Chen Kaige, Tsui Hark en Dante Lam. De film herdenkt de 100ste verjaardag van de Communistische Partij van China en is gebaseerd op de historische gevechten bij Funchilin Pass tijdens de Slag om het Choisinreservoir in de Koreaanse Oorlog. De film is het vervolg op The Battle at Lake Changjin uit 2021 en werd uitgebracht op 1 februari 2022 (Chinees Nieuwjaar).

## Verhaal
Na te hebben gevochten bij Sinhung-ni en Hagaru-ri, arriveert de 7th Company van het Chinese Volksvrijwilligersleger bij de Water Gate Bridge in de Funchilin Pass, die een strategisch punt op de terugtochtroute van de Amerikaanse 1st Marine Division bewaakt en de 7th Company neemt deel aan sluipschutteracties met de Amerikaanse troepen.

## Rolverdeling
| Acteur      | Personage                                                                               |
| ----------- | --------------------------------------------------------------------------------------- |
| Wu Jing     | Wu Qianli, commandant van de 7e Compagnie                                               |
| Jackson Yee | Wu Wanli, artilleriepeloton soldaat van de 7e Compagnie, de jongere broer van Wu Qianli |
| Duan Yihong | Tan Ziwei, commandant van het 3de Bataljon                                              |
| Zhu Yawen   | Mei Sheng, politiek commissaris van de 7e Company                                       |
| Li Chen     | Yu Congrong, leider van het vuurpeloton van de 7e Compagnie                             |
| Elvis Han   | Ping He, sluipschutter in de 7e compagnie                                               |